# Canoa/kayak ai III Giochi olimpici giovanili estivi
Le gare di canoa e kayak ai III Giochi olimpici giovanili estivi sono state disputate al Puerto Madero di Buenos Aires dal 12 al 16 ottobre.

## Maschili

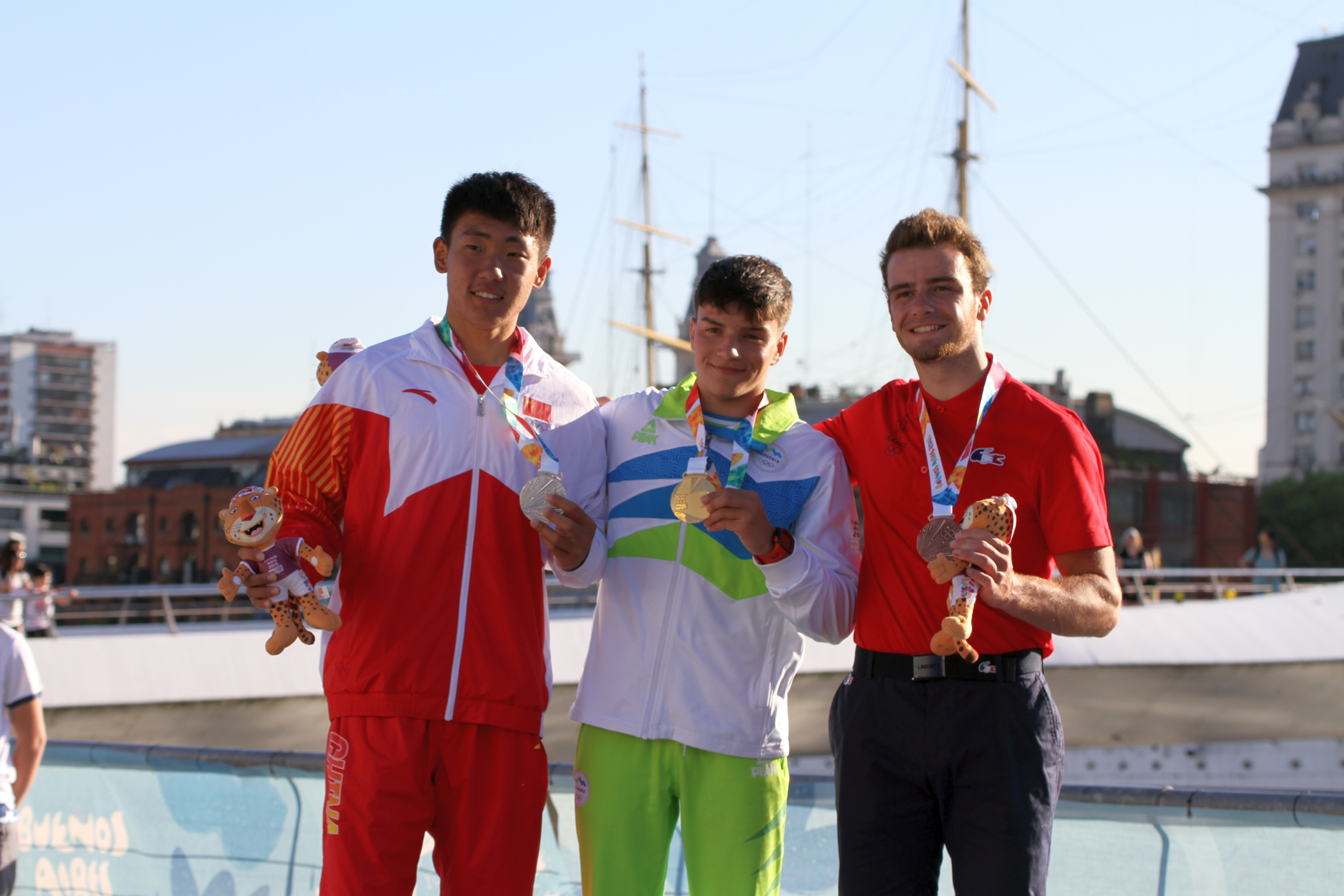
Obstacle Canoe Slalom K1 victory ceremony: Guan Changheng - Lan Tominc - Tom Bouchardon

| Specialità      | Oro                | Argento              | Bronzo                 |
| Sprint          |                    |                      |                        |
| Canoa C1        | Dias Bakhraddin    | Islomjon Abdusalomov | Jiri Minarik           |
| Kayak K1        | Adam Kiss          | Jules Vangeel        | Valentin Rossi         |
| Slalom          |                    |                      |                        |
| Canoa Slalom C1 | Terence Saramandif | Finn Anderson        | Yoel Becerra Bernardez |
| Kayak Slalom K1 | Lan Tominc         | Guan Changheng       | Tom Bouchardon         |

## Femminili

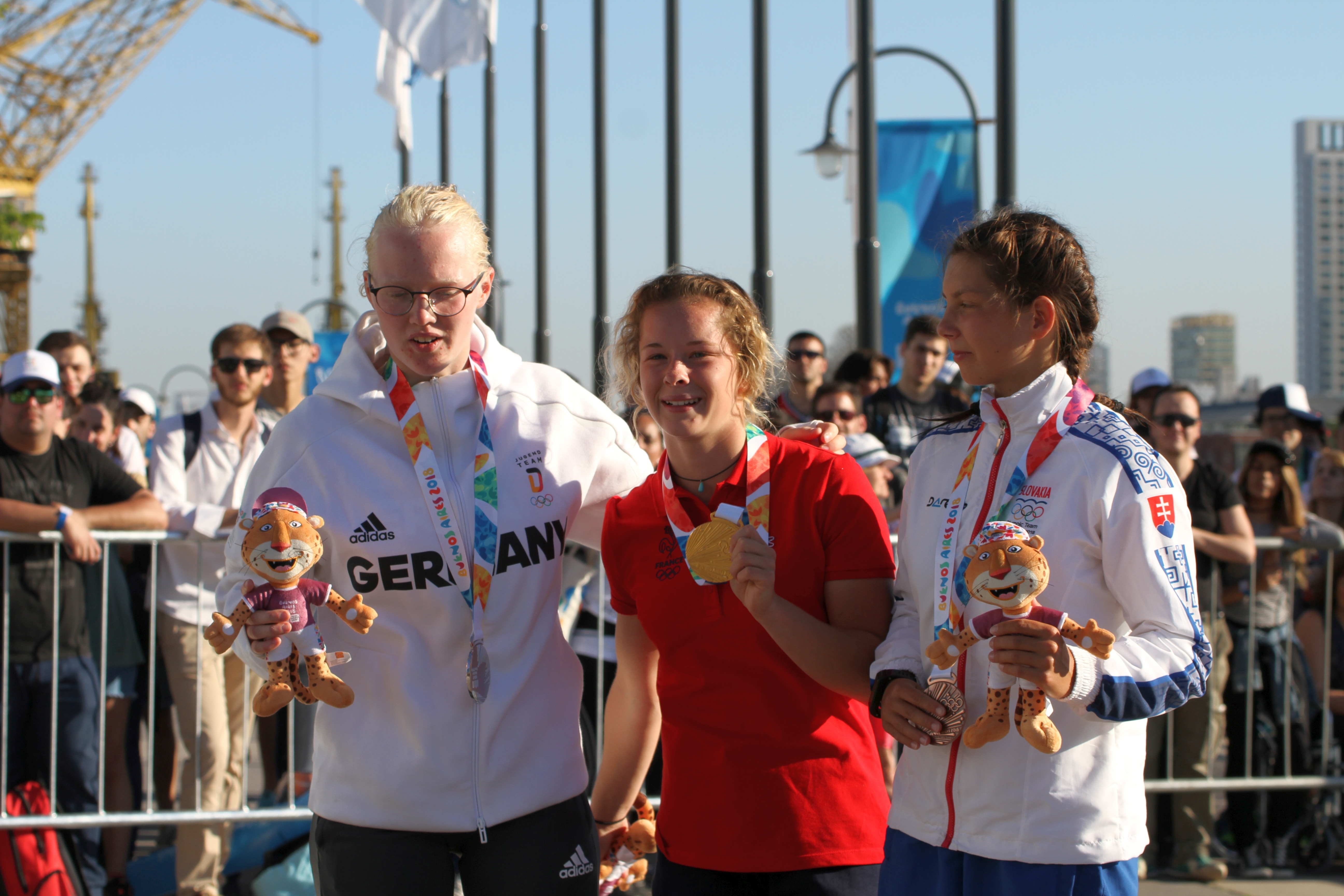
Obstacle Canoe Slalom C1 victory ceremony: Zola Lewandowski - Doriane Delassus - Emanuela Luknárová

| Specialità      | Oro                | Argento            | Bronzo                     |
| Sprint          |                    |                    |                            |
| Canoa C1        | Gulbakhor Fayzieva | Laura Gonczol      | Stephanie Rodriguez Guzman |
| Kayak K1        | Eszter Rendessy    | Katarina Pecsukova | Stella Sukhanova           |
| Slalom          |                    |                    |                            |
| Canoa Slalom C1 | Doriane Delassus   | Zola Lewandowski   | Emanuela Luknarova         |
| Kayak Slalom K1 | Emanuela Luknarova | Doriane Delassus   | Lai Tzu-Hsuan              |